# Château d'Abon
Le château d'Abon est situé à Maux (France).

## Localisation
Le château est situé sur la commune de Maux, située dans le département de la Nièvre en région Bourgogne-Franche-Comté.